# Zanim żyli długo i zaplątani
Zanim żyli długo i zaplątani (ang. Tangled: Before Ever After) – amerykański film animowany, wchodzący w kanon Disney Channel Original Movies, wyreżyserowany przez Toma Caulfielda i Stephena Sandovala. Film bazowany na podstawie filmu Zaplątani z 2010 roku.
Akcja filmu ma miejsce między wydarzeniami z filmu Zaplątani i z krótkometrażowego filmu I żyli długo i zaplątani. Film służy jako premierowa emisja serialu animowanego Zaplątane przygody Roszpunki.
Amerykańska premiera filmu odbyła się 10 marca 2017 roku na antenie Disney Channel. Polska premiera filmu odbyła się 16 września 2017 roku na antenie Disney Channel.

## Fabuła
Akcja filmu ma miejsce sześć miesięcy po wydarzeniach z filmu Zaplątani. Roszpunka przygotowuje się do koronacji na księżniczkę królestwa Corony, jednak nie radzi sobie z przystosowaniem się do życia jako księżniczka. Nagle jedna, niezapomniana noc sprawia, że włosy Roszpunki odrastają i znów są złote, długie i magiczne.

## Obsada
- Mandy Moore – Roszpunka
- Zachary Levi – Flynn Rider
- Eden Espinosa – Cassandra
- Julie Bowen – królowa Arianna
- Clancy Brown – król Frederic
- M.C. Gainey – kapitan straży